# Тілогрійка

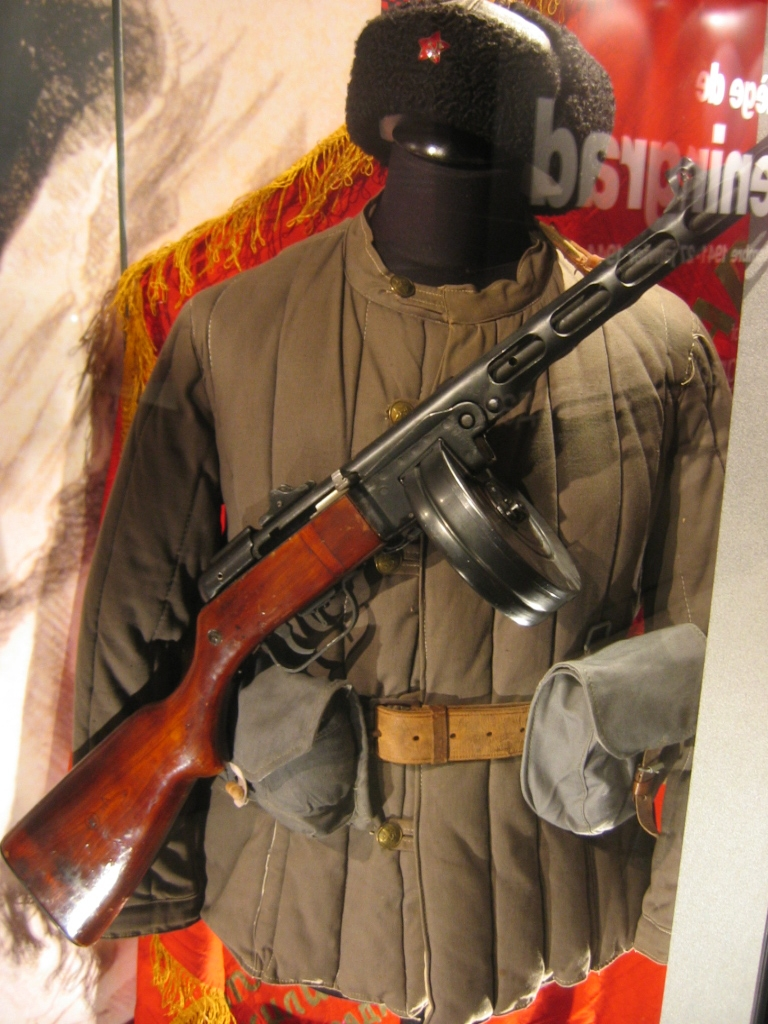

Тілогрійка, «телага» — зимовий робочий верхній одяг — стьобана ватяна куртка з хлястиком і застібкою на ґудзиках.
Шиється, як правило, з бавовняної тканини з утеплювачем з вати, яка багато разів прострочується паралельно через невеликий проміжок. У деяких випадках (як правило, з ініціативи власників) комірець, манжети рукавів, а іноді також підлоги, підшивалися натуральним або штучним хутром.
Легка, м'яка, проста у виробництві і має низьку собівартість, куфайка як наймасовіший зимовий верхній робочий одяг в СРСР завжди була символом гранично функціонального одягу, де естетика повністю поступилася місцем суто прагматичним міркуванням.
Продукувалася в СРСР практично без змін понад 60 років, будучи також повсякденного зимовим одягом ув'язнених, які відбувають покарання у виправно-трудових колоніях (таборах), де іменувалася ватником.
У кінці XX століття, завдяки зусиллям деяких кутюр'є, які застосували сучасні синтетичні матеріали, викликала інтерес модниць на Заході, як предмет «пост-радянського» стилю.